# Guillem V de Nevers
Guillem V de Nevers i Auxerre, VI de Tonnerre, nascut el 1168, mort el 1181, comte de Nevers, d'Auxerre i de Tonnerre (1176-1181), fill de Guiu, comte de Nevers, d'Auxerre i de Tonnerre, i de Mafalda de Borgonya.
A la mort del seu pare Guiu vers 1175/1176, tenia uns 8 anys i la seva mare Matilde de Borgonya va assolir la regència (per això és esmentada a vegades com a Matilde I). Però Guillem no va viure gaire i va morir amb 12 o 13 anys vers el 1181. La successió va passar a la seva germana Agnès de Nevers, que tenia un parell d'anys menys, i Matilde va restar regent.